# 齊藤夢愛
齊藤 夢愛（さいとう ゆあ、1988年6月25日 - ）は、日本の女優、タレント、元グラビアアイドル。宮城県出身。元プラチナムプロダクション所属。現在の所属先はなないろ。

## 略歴
1988年
3姉弟の2番目（姉 と弟 がいる）として出生。青森県で生まれたが、程なくして宮城県仙台市に移住する。
2003年
東北電力のCM出演で芸能界デビュー。
2004年
TBS『涙そうそうプロジェクト』キャンペーンCM出演。
2005年
『週刊ヤングジャンプ』の制コレ05で、準グランプリ獲得。
2006年
2月、ムック本「制コレISM04」発売記念イベントにおいてファン向けイベントに初お目見え。
2月、制コレ05の一員として、トリノオリンピックのサポーターガールを務める。
3月19日放送、日本テレビの『きたな（い）ヒーロー』の牧野ユサ役でドラマ初出演。
6月、自身初の誕生日イベントを東京で開催。
8月、サーティワンアイスクリーム『なんでも雪だるま』篇 期間限定CMに出演。
10月、大学進学のため、2nd.DVD発売記念イベントを最後に芸能活動を一時休止。
11月9日発売『週刊ヤングジャンプ』（2006年№50）初表紙&巻頭グラビア。
2007年
1月15日放送、テレビ東京系の『しにがみのバラッド。』第2話「しちがつなのか。Tuesday,7th July」に小檜山七星役で出演。
春、第一志望の大学に合格。本格的に芸能活動再開。
3月、3rd.DVD『夢＋愛＝夢愛』発売記念イベントを秋葉原で開催。
4月、制コレ2005ソロ写真集「果実」発売。発売記念イベントを渋谷で開催。
4月29日、オフィシャルブログサイトを「YUA♥Welcome」に移転。
5月13日、DVD『しにがみのバラッド。』Vol.1 発売記念イベントを秋葉原で開催。
7月19日発売、『週刊ヤングジャンプ』（2007年№33）表紙&巻頭グラビア。
8月2日、『Radioヤンジャン!』出演。
8月14日より、仙台放送『mashup!音王MUSIO』にアシスタントおよびナレーターとしてレギュラー出演。
8月20日放送、フジテレビの月9ドラマ『ファースト・キス』第7話に出演。
8月21日放送、日本テレビ系の『探偵学園Q』第8話に出演。
8月27日放送、フジテレビの月9ドラマ『ファースト・キス』第8話に出演。
9月28日、4th.DVD『ゆあと一緒』発売。
9月29日、仙台市の勾当台公園（市民広場）で開催される「仙台放送大感謝まつり」にて、『mashup!音王MUSIO』の公開収録。
10月2日、映画『妄想少女オタク系』にてスクリーンデビューすることを、オフィシャルブログ「YUA♥Welcome」にて発表。
10月6日、4th.DVD『ゆあと一緒』発売記念イベントを秋葉原で開催。
12月8日、映画『妄想少女オタク系』吉祥寺バウスシアターにてレイトショー公開。
12月22日、映画『妄想少女オタク系』渋谷Q-AXシネマにて公開。
2008年
2月12日 - 14日まで、日本テレビ系『くちコミ☆ジョニー!』に、ジョニー・ガールズとして出演。
2月14日、DVDドラマ『Sweet Valentine』発売。
2月16日、『Sweet Valentine』DVD発売記念イベントを秋葉原で開催。
3月26日、初舞台「『メモリーズ3』〜サード・オファー〜」出演。（3月26日 - 4月6日、シアターサンモール）
4月7日、『mashup!音王MUSIO』のアシスタントおよびレギュラー出演を卒業。
5月20日、所属していた砂岡事務所から離れることを自身のブログで明らかにした。
7月26日、映画『憐 Ren』が渋谷Q-AXシネマのレイトショー枠で公開。
8月29日、所属事務所をプラチナムプロダクションへ移籍したことを発表。同時に事務所内でオフィシャルブログを開設。
9月5日、TBSテレビ×マイクロソフト×Yahoo! JAPANコラボレーション企画『ブラッディ・マンデイ』出演者オーディションに参加。
9月6日、映画『キズモモ』公開。
10月22日放送、テレビ朝日の『アドレな!ガレッジ』に出演。
2009年
2月12日発売『週刊ヤングジャンプ』（2009年№11）表紙&巻頭グラビア。
5月2日、『アイドルの穴〜日テレジェニックを探せ!〜』LIVEイベント。
6月27日、日テレジェニック2009に選ばれる。
7月15日、『スカパー!夏アイドルオールスター水泳大会2009』に日テレプラス『アイドルの穴』チームで出演（放送は8月2日、スカチャン）。
8月10日、日本テレビ系『おもいッきりDON!』に「DON!点笑わせたら100万ドン」日テレジェニック審査員として出演。（8月10日 - 8月14日）
8月15日、日本テレビ『夜明けのマルシェ』に出演。（8月15日・16日）
8月16日、「GO!SHIODOMEジャンボリー ワッショイ! 2009」日テレジェニック納涼会イベントに出演。
8月16日、「GO!SHIODOMEジャンボリー ワッショイ! 2009」にワッショイガールとして出演。
8月27日、日テレジェニック候補生時の公約「1日100回ブログを更新する」を達成。
8月29日、日本テレビ系『24時間テレビ 「愛は地球を救う」』に日テレジェニックとして出演。
9月9日、「Girls Award 2009」のファッションショーに出演。
2010年
2月、日テレジェニックの一員として、バンクーバーオリンピックのサポーターガールを務める。
2月28日、東京マラソン2010に日テレジェニックとして出場。
6月、インターネットサービスプロバイダ「ブロードエース」のイメージガールユニット「BA5」のメンバーに選ばれる。
10月28日、読売テレビ系『浜ちゃんが!』に出演。
2012年
5月、サミーのオフィシャルサポーター「サミーガールズ」に選ばれる。
7月、BA5が「persolate」（パソラッテ）に改名。
8月29日 - 9月2日、赤坂レッドシアターで行われた『ビーナスファンタジスタ』で舞台初主演。
2013年
5月26日、persolateが「教育的指導!!せんせ〜しょん's」に改名。同グループの体育担当となる。
5月28日、教育的指導!!せんせ〜しょん'sとして『ロンドンハーツ』（テレビ朝日）「有吉先生のタレント進路相談」コーナーに出演。
2014年
教育的指導!!せんせ〜しょん'sが活動停止。
2015年
男の青汁イメージガールに選ばれる。
2017年
12月、仙台に活動拠点を移す。
2018年
4月17日、プラチナムプロダクションを3月末で退所したことを報告。
2019年
12月21日、撮影会を卒業、同時にグラビアアイドルも卒業。
2020年
1月24日、漁師の一般男性と結婚したことを報告
2021年
4月15日、第1子妊娠を報告 

## 人物
- 趣味はショッピング、映画鑑賞、猫や犬を探して遊ぶこと。
- プロ野球は読売ジャイアンツのファン。
- 特技は、習字、バレーボール（高校時代は家庭部に所属）、ドラえもん･アンパンマン・クレヨンしんちゃんの声まね、パラパラ、犬と遊ぶ。
- 愛犬マロン・愛猫ミィーがいる。
- 好きなアーティストは、大塚愛とaiko。
- ハイティーン向け女性ファッション雑誌「Popteen」の愛読者。同誌の主要モデルとして活躍していた星野加奈の大ファン。
- 好きな食べ物は、カレーライスとさくらんぼとアイスキャンディー。嫌いな食べ物は、ピーマンとナス。
- 口癖は「だから」（同意を示す言葉、「だよね」と同じ意味。） 、「いきなり」（「すごく、かなり」の意味で使っている。）
- その他、ムアグ（グアム島）・クリスタルK（クリスタルキングを示す）・たろぴー（Taro Pie タロパイ）といった「ゆあ語録」があるなど、独特の言語センスの持ち主である。
- 愛読小説は、山田悠介の作品『あそこの席』『親指さがし』。
- 目標とする芸能人は、ベッキー。

## 作品

### 映像作品
- 1st「Dream Love」（2006年6月、エアーコントロール）
- 2nd「秘密」（2006年10月、リバプール）
- 3rd「夢＋愛＝夢愛」（2007年2月、リバプール）
- 4th「ゆあと一緒」（2007年9月、フォーサイド・ドット・コム）
- 5th「日テレジェニック2009 ビタミンゆあ」（2009年9月、バップ）
- 6th「愛夢」（2010年5月、イーネット・フロンティア）
- 7th「Yourself ～ゆあせるふ～」（2010年10月、トリコ）
- 夢気分（2011年11月、トリコ）
- BSフジ『グラドル女学院』 総集編 3（2006年8月、イーネット・フロンティア）
- コラボレーションBOX DVD with Special Goods『YUA☆YUA』（2006年8月、さくら堂）
- BSフジ『グラドル女学院』未公開お宝映像集 4 〜齊藤夢愛スペシャル〜（2007年1月、イーネット・フロンティア）
- DVDドラマ『Sweet Valentine』（2008年2月、ビーエムドットスリー）
- アイドルの穴〜日テレジェニックを探せ!〜 COMPLETE DVD-BOX（2009年8月、バップ）
- 日テレジェニックの穴 COMPLETE DVD-BOX（2009年11月、バップ）
- 2ちゃんねるの呪い vol.1（2010年、クロックワークス）

### GOODS
- Bodyselect “Kiss×T”
- 齊藤夢愛 特製ポストカード
- 齊藤夢愛 特製フォトプリント

## 出演

### バラエティ
- 天使らんまん（2006年9月19日、MBS）
- テスト・ザ・ネイション 人間関係力テスト（2007年2月12日、テレビ朝日）
- mashup!音王MUSIO（2007年8月14日 - 2008年4月7日、仙台放送）
- ランク王国（2008年1月5日、TBS）
- くちコミ☆ジョニー!（2008年2月12日 - 14日、日本テレビ）
- Shibuya Deep A（2008年8月22日、NHK BS2）
- アドレな!ガレッジ（2008年10月21日、テレビ朝日）
- アイドルの穴〜日テレジェニックを探せ!〜 第1シーズン（2009年4月11日 - 6月27日、日本テレビ）
- 日テレジェニックの穴（2009年7月18日 - 9月26日、日本テレビ）
- ZERO×選挙（2009年8月29日、日本テレビ） -  「Next! Generation」に出演
- グラビアの美少女 #454（2009年9月25日、MONDO TV）
- Beach Angels 齊藤夢愛 in ハワイ（2009年、TBSチャンネル）
- 今夜もドル箱!!EX（2010年1月19日、テレビ東京） - ゲスト
- P-1ゴールドラッシュ（2010年4月 - 2012年6月、テレビ大阪） - 準レギュラー
- マルさまぁ〜ず（2010年7月21日、TBS） - ゲスト
- ゴッドタン 〜The God Tongue 神の舌〜（2010年8月11日・2014年2月16日、テレビ東京） - ゲスト
- 浜ちゃんが!（2010年10月28日、読売テレビ） - ゲスト
- くだまき八兵衛X（2011年4月21日、テレビ東京） - 手島優らとゲスト
- 情報満喫バラエティ 週末にしたい10のこと!（2011年8月12日 - 2012年9月28日、日本テレビ）
- 東北魂TV（2013年7月7日・28日、BSフジ） - ゲスト
- 週末パラダイス（2014年7月 - 、テレビ東京） - 準レギュラー
- 夕方LIVE!キニナル（2018年4月 - 、東日本放送） - 準レギュラー

### テレビドラマ
- きたな（い）ヒーロー（2006年3月19日、日本テレビ） - 牧野ユサ 役
- しにがみのバラッド。 第2話・第5話（2007年1月15日・4月5日、テレビ東京） - 小檜山七星 役
- 探偵学園Q 第8話（2007年8月21日、日本テレビ）
- ファースト・キス 第7話・第8話（2007年8月20日・27日、フジテレビ） - 東田のぞみ 役
- 俺たちは天使だ! NO ANGEL NO LUCK 第8話（2009年8月19日、テレビ東京）
- 天装戦隊ゴセイジャー 第18話（2010年6月13日、テレビ朝日） - 戸坂イオ 役
- 山田くんと7人の魔女第5話（2013年9月7日、フジテレビ） - 猿島マリアの友人 役
- 月曜ゴールデン特別企画 SRO〜警視庁広域捜査専任特別調査室〜（2013年12月9日、TBS） - キャバクラのホステス 役
- LOVE理論 第5・10話（2015年5月12日・6月15日、テレビ東京） - ピカレスクNo.1キャバクラ嬢 ヒトミ 役
- ペペロンチーノ (テレビドラマ)　（2021年3月6日、NHK BSプレミアムおよびNHK BS4K） - 庄司結衣香（しょうじ ゆいか）仙台発のウェブマガジン編集者役[12]

### 映画・Vシネマ
映画
- 妄想少女オタク系（2007年、堀禎一 監督） - 泉千夏 役
- 憐 Ren（2008年、堀禎一 監督） - 江の森仁美 役
- キズモモ。（2008年）
- ソラニン（2010年）

Vシネマ
- 喧嘩番長（2008年） - 浅岡早紀 役

### 舞台
- 「メモリーズ3」〜サード・オファー〜 [13]（2008年3月26日 - 4月6日、シアターサンモール）
- 「舞台版 イナズマイレブン」（2010年9月4日 - 12日、東京ドームシティアトラクションズ・シアターGロッソ） - 木野秋 役
- アリスインプロジェクト「Alice in Deadly School[14]」（2010年10月14日 - 17日、品川・六行会ホール） - 紅島弓矢 役
- 元禄音楽劇「黒椿」[15]（2011年7月16日 - 24日、池袋あうるすぽっと）
- 「空色ドロップ」（2012年1月11日 - 15日、中野ザ・ポケット） - 中原千佳 役
- Amazing プレゼンツ「舞台版 ビーナスファンタジスタ 〜Thecrescendo in my heart〜」（2012年8月29日 - 9月2日、赤坂 レッドシアター）
- Ann & Mary presents「PIRATES OF THE DESERT[16]」（2013年7月10日 - 15日、シアターグリーン BIG TREE THEATER）
- UMANプロデュース 東京女子演劇部公演「聖澤女学院物語ラストディーバ」（2014年4月3日 - 6日、六行会ホール） - 主演・蓮美華すみれ 役 ※三原勇希とのダブルキャスト
- Ann & Mary presents「PIRATES OF THE DESERT 2 〜アカツキ国の牢獄〜[17]」（2014年10月1日 - 5日、シアターグリーン）
- Ann & Mary presents「PIRATES OF THE DESERT 3 〜偽りの羅針盤と真実の総舵輪〜[18]」（2017年4月12日 - 16日、シアターグリーン BIG TREE THEATER） - ジャミレフ 役

### ネット配信
- 制コレ7テイルズ♪（2006年、Radioヤンジャン!）
- Ask.jp「Ask break idol キャンペーンプロジェクト」
- 学研「BOMB」完全無料型アイドルポータルサイト「Bibus（ビーバス）」
- POKKA COFFEE 応援団（団長）
- 土曜の夜は尻上がり!「ピーチゃんねる」（2016年10月 - 2017年11月25日、AbemaTV）

### CM
- 東北電力（2003年）
- TBS『涙そうそうプロジェクト』キャンペーン（2004年）
- サーティワンアイスクリーム『なんでも雪だるま』篇（2006年）

### ラジオ
- まだまだゴチャ・まぜっ!〜集まれヤンヤン〜 第1期（2009年4月11日 - 2010年4月3日、MBSラジオ） - ヤンヤンガールズ
- おしゃべりやってまーす（K'z Station）
  - 第4放送（2009年4月23日 - 2010年12月30日）
  - 第1放送（2011年1月3日 - 2012年4月）
- DJ Tomoaki's Radio Show!（2010年6月10日、下北FM） - 20時台ゲスト

### Mobile
- グラドル女学院（DoCoMo、au公式サイト）
- 恋色鉛筆　走れ入学式-齊藤夢愛（携帯配信ドラマ）（2007年4月11日 - 、ドーガ堂）
- 日テレジェニック2009デビュー曲「アイドルの理想と現実 09」着うた・着うたフルにて配信[19]

### グラビア
- 週刊ヤングジャンプ 2007年No.19 表紙&巻頭グラビア（2007年4月12日）
- 週刊ヤングジャンプ 2007年No.33 表紙&巻頭グラビア（2007年7月19日）
- 週刊ヤングジャンプ 2009年No.11 表紙&巻頭グラビア（2009年2月12日）

### 写真展
- J:COM presents エヴァンゲリオン×美少女写真展-Girls Collection of EVANGELION-（2012年開催）

## 書籍

### 写真集
- 夢中（2006年4月24日、撮影：可児保彦、彩文館出版）ISBN 978-4-77-560125-9
- 果実（2007年4月12日、撮影：矢西誠二、集英社）ISBN 978-4-08-780463-8

### ムック本
- 制コレISM04（2005年1月19日、集英社）

### カレンダー
- 2007年 齊藤夢愛 カレンダー（トライエックス）
- 2008年 齊藤夢愛 卓上カレンダー